# Loi de financement de la Sécurité sociale
Une loi de financement de la Sécurité sociale (LFSS) est, en France, une loi autorisant le budget de la Sécurité sociale, sur le modèle de la loi de finances. Cette catégorie de lois a été créée par la révision de la Constitution du 22 février 1996.
Dans le prolongement de la loi organique relative aux lois de finances (LOLF), les lois de financement de la Sécurité sociale sont placées sous le régime de la loi organique relative aux lois de financement de la Sécurité sociale (LOLFSS), promulguée le 2 août 2005.

## Histoire

### 1996: apparition des lois de financement de la Sécurité sociale
Les diverses lois de financement de la Sécurité sociale sont issues de la réforme constitutionnelle du 22 février 1996 introduite par le gouvernement Juppé. Cette réforme a pour objectif de donner au parlement des pouvoirs en matière de finances sociales pour mettre fin au contraste entre l'importance de ses prérogatives pour les finances de l'État et l'absence de toute influence sur les finances sociales, alors même qu'elles ont en réalité une influence croissante sur la situation globale des finances publiques et que se développent des impôts proprement « sociaux » comme la mise en place de la contribution sociale généralisée en 1991. La réforme modifie l'article 34 de la Constitution avec l'ajout d'un alinéa définissant l'objet des lois de financement de la Sécurité sociale : « Les lois de financement de la sécurité sociale déterminent les conditions générales de son équilibre financier et, compte tenu de leurs prévisions de recettes, fixent ses objectifs de dépenses, dans les conditions et sous les réserves prévues par une loi organique » ; l'article 47-1 de la  Constitution qui décrit la procédure d'adoption de ces lois et l'article 39 de la Constitution qui précise que ces lois doivent être déposées d'abord sur le bureau de l'Assemblée nationale. La réforme est complétée par la loi organique du 22 juillet 1996.

### Réforme de2005dans le prolongement de la LOLF
Lire en ligne

Légifrance

Loi organique no 96-646 du 22 juillet 1996 relative aux lois de financement de la Sécurité sociale
L'adoption de la loi organique relative aux lois de finances (LOLF) en 2001 a conduit à un changement des mentalités dans la conduite des politiques budgétaires de l'État. Elle promeut une culture de la performance basée sur une logique de résultats liés à la définition d'objectifs. Ainsi, une nouvelle loi organique a vu le jour : la loi organique relative aux lois de financement de la Sécurité sociale (LOLFSS), promulguée le 2 août 2005, qui vise à intégrer ces changements dans le domaine des finances sociales. Ce texte améliore le pilotage de celles-ci en introduisant une démarche objectifs–résultats, dans le prolongement de celle de la LOLF, pour les comptes de la Sécurité sociale. Cette réforme doit donner également plus de visibilité et de transparence aux lois de financement en permettant un débat sur l'équilibre de chacune des branches de la Sécurité sociale.

#### Développement de la pluriannualité pour un meilleur pilotage
Le vote du Parlement porte aussi bien sur l'exercice clos que sur l'exercice présent, et même sur l'exercice à venir. Ceci dans un souci de rattachement de l'analyse avec ce qui a déjà été fait, et de prospective. C'est une logique pluriannuelle qui est promue notamment au travers de l'annexe B du PLFSS. Toujours dans un souci d'améliorer le pilotage des finances sociales, un débat d'orientation budgétaire pour les LFSS est introduit. Il est commun avec le débat d'orientation budgétaire (DOB) pour les finances de l'État dans le cadre du débat d'orientation des finances publiques (DOFP).

#### Volonté d'accroître la transparence et la maîtrise des dépenses sociales
Désormais les LFSS comportent des tableaux d'équilibre permettant de rapprocher les prévisions de recettes des différentes branches de Sécurité sociale des objectifs de dépenses qui leur sont fixés. Ceci ne verrouille pas les dépenses mais permet de prévoir puis d'analyser les impacts des politiques budgétaires menées dans le domaine de la Sécurité sociale.
À l'instar de la LOLF, le droit d'amendement des parlementaires est ouvert, ainsi que les pouvoirs des commissions compétentes en matière de financement de la Sécurité sociale.
Depuis 1996, l'Objectif national des dépenses de l'assurance maladie (ONDAM) est voté par le Parlement pour l'année à venir, dans le cadre de la loi de financement de la Sécurité sociale.
Cet objectif concerne les dépenses remboursées par l'ensemble des régimes d'assurance maladie. Il est réparti entre les grandes catégories de dépenses : hôpitaux, soins de ville, médico-social. Pour l'hôpital, l'objectif est décliné par régions et donne lieu à une négociation entre les établissements et les agences régionales de santé. Pour les soins de ville, les caisses de Sécurité sociale négocient avec les professionnels de santé la répartition de l'enveloppe dans le cadre d'annexes aux conventions.
Au départ, le montant de l'ONDAM de l'année t était fixé en appliquant un taux d'évolution par rapport à l'ONDAM de l'année t-1. Depuis 2000, le taux d'évolution est appliqué par rapport à la dépense effective en t-1.

#### Apparition de la logique de performance
Dès 1996, les conventions d'objectifs et de gestion apparaissent. Ils formalisent les relations entre l'État et les caisses nationales de Sécurité sociale des différentes branches pour une durée de quatre ans. Les orientations qu'elles présentent sont ensuite déclinées localement par des contrats pluriannuels de gestion entre les caisses nationales et les caisses locales. La LOLFSS introduit les programmes de qualité et d'efficience qui introduisent la logique de performance dans le domaine des finances sociales. Chaque grande politique de la Sécurité sociale dispose d'un tel programme,  qui trace un diagnostic de la situation, des objectifs retracés au moyen d'indicateurs précis, une présentation des moyens mis en œuvre pour les atteindre et l'exposé des résultats atteints lors deux derniers exercices. Ces programmes sont l'équivalent des projets annuels de performance présents dans le budget de l'État,.
Enfin la LOLFSS de 2005 a changé la valeur normative de la Caisse d’amortissement de la dette sociale (CADES). Celle-ci avait été créée par voie d'ordonnance ; désormais seule une loi organique pourra modifier les statuts de cette caisse.
En 2020, les programmes de qualité et d'efficience sont renommés rapports d'évaluation des politiques de sécurité sociales (REPSS).

#### Loi d'approbation des comptes
La loi organique du 14 mars 2022 modifie le contenu des lois de financement de la sécurité sociale, ajoute une nouvelle loi entrant dans le champ des lois de financement de la sécurité sociale qui désormais comprennent la loi de financement de la sécurité sociale de l'année ; la loi de financement rectificative de la sécurité sociale et la loi d'approbation des comptes de la sécurité sociale.
Par ailleurs la loi  améliore l'information transmise au parlement concernant les comptes sociaux ainsi que les liens entre partenaires sociaux et parlementaires sont renforcés.

## Contenu de la LFSS

### Une normativité particulière
Les LFSS ne sont pas des lois budgétaires au sens strict. En effet, à la différence des lois de finances, elles n'autorisent ni la perception des recettes des organismes de Sécurité sociale, ni leurs dépenses. De ce fait, sa normativité est atténuée, ce qui l'expose à des critiques car le Parlement ne se prononce que sur des objectifs de dépenses qui peuvent être dépassés si les circonstances l'exigent. Cette situation est très différente de celle des lois de finances où les parlementaires votent des crédits limitatifs dans la grande majorité des cas. La LFSS définit les conditions générales de l'équilibre financier des finances sociales, non son équilibre précis. Cela s'explique par le mode de fonctionnement particulier de la Sécurité sociale française. En ce qui concerne les recettes, les impositions sociales comme la CSG sont autorisées par la loi de finances, la LFSS ne fait que récapituler les prévisions de recettes.

### Contenu de la loi de financement de la sécurité sociale de l'année
La loi de financement de la Sécurité sociale comprenait, jusqu'en 2022, quatre parties : 
- dispositions relatives au dernier exercice clos (pour la LFSS pour l'année N, l'exercice N-2) ;
- dispositions relatives à l'année en cours (N-1) ;
- dispositions relatives aux recettes et à l'équilibre général pour l'année à venir ;
- dispositions relatives aux dépenses pour l'année à venir.

En 2022, la réforme du cadre organique des lois de financement de la Sécurité sociale a imposé que la première partie soit présentée sous la forme d’une loi d’approbation des comptes de la sécurité sociale le 1er juin de chaque année. Désormais, la loi de financement de la Sécurité sociale se compose uniquement des trois dernières parties.

### Contenu de la loi d'approbation des comptes de la sécurité sociale
Cette loi comprend : 
- un article liminaire présentant un tableau de synthèse retraçant les recettes, les dépenses et le solde des administrations de sécurité sociale relatifs à l'année à laquelle cette loi se rapporte ;
- les tableaux d'équilibre du dernier exercice clos des régimes obligatoires de base de sécurité sociale, par branche, et des organismes concourant au financement de ces régimes ainsi que les dépenses relevant du champ de l'objectif national de dépenses d'assurance maladie constatées lors de cet exercice ;
- les montants correspondant aux recettes affectées aux organismes chargés de la mise en réserve de recettes au profit des régimes obligatoires de base et aux organismes concourant au financement de ces régimes et les montants correspondant à l'amortissement de leur dette.

## Calendrier et procédure d'adoption

### Préparation de la loi
À l'image de la loi de finances, l'élaboration du projet de loi de financement de la Sécurité sociale (PLFSS) démarre assez tôt de l'année, généralement au début du printemps. C'est le ministre chargé des comptes sociaux qui en est responsable. Plus précisément, c'est la direction de la Sécurité sociale qui construit le projet de loi tandis que d'autres ministères (ministère des finances, ministère de l'agriculture pour les régimes spéciaux des agriculteurs etc.) peuvent aussi intervenir de façon connexe. Les organismes de Sécurité sociale participent aussi à l'élaboration de la LFSS.

### Délais d'adoption
La procédure d'adoption des LFSS est assez proche de celle des lois de finances classiques. Elle est déterminée par l'article 47-1 de la  Constitution. Le projet de LFSS doit être déposé sur le bureau de l'Assemblée nationale au plus tard le premier mardi d'octobre. À partir de là, les deux chambres du Parlement ont cinquante jours pour étudier le texte. L'Assemblée nationale dispose de vingt jours en première lecture. Une fois ce délai dépassé, le Gouvernement saisit le Sénat qui doit statuer dans un délai de quinze jours. La procédure d'urgence prévue à l'article 45 de la Constitution est de droit, ce qui signifie qu'une commission mixte paritaire est réunie en cas de désaccord entre les deux chambres au bout d'une seule lecture par chacune d'elles. En cas de désaccord persistant, l'Assemblée nationale peut disposer du dernier mot après une nouvelle lecture par chacune des assemblées. Conformément à l'article 47-1 de la Constitution : « Si le Parlement ne s'est pas prononcé dans un délai de cinquante jours, les dispositions du projet peuvent être mises en œuvre par ordonnance ». Cette prérogative gouvernementale vise seulement à dépasser une éventuelle obstruction, elle ne permet pas de contourner l'opposition exprimée par les chambres au terme du délai de cinquante jours. En effet, la LFSS présente le caractère d'une loi obligatoire du fait du principe d'annualité budgétaire, il s'agit donc d'éviter un blocage intempestif qui reporterait le vote de la loi au-delà du 1er janvier. Toutefois, il convient de préciser que le dépassement des délais prévus ne constitue pas un vice de procédure dès lors qu'il ne conduit pas à réduire les délais minimums dont disposent chacune des chambres (Conseil constitutionnel, décision no 99-422 DC du 21 décembre 1999 : « Considérant que la circonstance que le Sénat a disposé d'un jour de plus pour l'examen, en première lecture, du projet de loi de financement de la sécurité sociale ne constitue pas une irrégularité de nature à vicier la procédure législative, dès lors que les délais d'examen du texte en deuxième lecture par les deux assemblées n'ont pas été affectés par le jour d'examen supplémentaire dont a bénéficié le Sénat »).
Le projet de loi d'approbation des comptes de la sécurité sociale, est déposé sur le bureau de l'Assemblée nationale avant le 1er juin de l'année suivant celle de l'exercice auquel il se rapporte. 

### Procédure d'adoption
Une fois que le projet de LFSS est déposé sur le bureau de l'Assemblée nationale, il est transmis à la commission des Affaires sociales tandis que la commission des Finances, de l'Économie générale et du Budget se saisit pour avis. Le projet de loi est alors étudié par des rapporteurs (six en 2014) qui rédigent chacun une des parties du rapport sur le projet de loi. La commission des Affaires sociales dispose en son sein de la mission d'évaluation et de contrôle de la Sécurité sociale (MECSS) qui peut suivre l'application de la LFSS tout au long de l'année. Conformément au deuxième alinéa de l'article 42 de la Constitution, la discussion en séance des projets de LFSS porte sur le texte présenté par le Gouvernement. La Conférence des présidents organise le temps de la discussion qui est enserré dans de courts délais. Le temps législatif programmé (la possibilité de fixer la durée maximale de discussion d'un texte) n'est pas applicable aux LFSS (article 121-1 du règlement de l'Assemblée nationale). Les LFSS peuvent être transmises au Conseil constitutionnel pour que celui-ci en étudie la constitutionnalité avant leur promulgation par le président de la République. Depuis leur apparition, toutes les LFSS ont été transmises à ce contrôle de constitutionnalité. En général, la promulgation de la LFSS intervient aux alentours du 20 décembre.

## Compensation par l'État
La loi Veil de 1994 prévoit une compensation par l'État de toute mesure de réduction ou d'exonération de contribution à la Sécurité sociale. Cette compensation vient par le transfert d’une partie de la TVA collectée par l'État à la sécurité sociale. On parle aussi de TVA sociale. 
Malgré l'existence de ce principe, les gouvernements successifs ont à plusieurs reprises contourné les dispositions de la loi Veil en opérant des diminutions de recettes ou des transferts de charges à la sécurité sociale, sans les compenser. Ainsi par exemple des pertes de recettes dues au crédit d'impôt de taxe sur les salaires en 2018, à l'exonération de cotisations sociales des heures supplémentaires en 2019 ou à la création d'un taux de CSG intermédiaire à 6,6 % par la LFSS 2020. Toutes ces pertes de recettes ont été imputées à la sécurité sociale, sans compensation de la part du budget de l'Etat. Ainsi encore du remboursement accéléré de la dette de la CADES ou du cantonnement de la dette Covid, qui constituent des charges non imputables à la sécurité sociale, mais que l'État lui fait pourtant supporter. 
Ces choix ont pu être qualifiés de « politique des caisses vides »,,, pratique consistant à creuser artificiellement l'équilibre de la sécurité sociale (le « trou de la sécu »), afin de justifier la nécessité de réformes sous couvert de bonne gestion.  

## Contrôle de l'exécution des lois de financement de la Sécurité sociale
L'article 47-2 de la Constitution donne un rôle important à la Cour des comptes dans le contrôle de l'exécution des LFSS puisqu'« elle assiste le Parlement et le Gouvernement dans le contrôle de l'exécution des lois de finances et de l'application des lois de financement de la sécurité sociale ainsi que dans l'évaluation des politiques publiques ». Cette mission d'assistance se fait surtout à l'encontre du Parlement qu'elle informe par le biais de rapports. Ainsi, chaque année, elle publie un rapport sur l'application des lois de financement de la Sécurité sociale. Il est généralement publié aux alentours du 15 septembre et permet au Parlement de préparer la discussion du prochain projet de loi de financement de la Sécurité sociale un mois plus tard. Il est prévu par les articles LO. 132-3 du code des juridictions financières et LO. 111-3 alinéa VIII du code de la Sécurité sociale. En parallèle, la Cour des comptes procède à la certification des comptes de la Sécurité sociale dans un rapport qu'elle rend au mois de juin pour le dernier exercice clos, au moment du débat d'orientation sur les finances sociales. Elle s'assure de la régularité, de la sincérité et de la fidélité des comptes de la Sécurité sociale dans un souci de transparence et de fiabilité.
Au sein du Parlement, ce sont les commissions des Affaires sociales du Sénat et de l'Assemblée nationale qui suivent l'application des LFSS. Plus précisément, la LOLFSS a créé les missions d'évaluation et de contrôle de la Sécurité sociale (MECSS) qui sont les équivalents des missions d'évaluation et de contrôle au sein des commissions des finances. Les MECSS ont pour mission de suivre et contrôler l'application des lois de financement et peuvent procéder à l'évaluation de toute question touchant aux finances de la Sécurité sociale. Elles peuvent procéder à des auditions et à des contrôles sur pièces et sur places. Elles disposent du concours de la Cour des comptes, conformément à l'article LO. 132-3-1 du code des juridictions financières : « La Cour des comptes peut être saisie, par les commissions parlementaires saisies au fond des projets de loi de financement de la sécurité sociale, de toute question relative à l'application des lois de financement de la sécurité sociale et procède, dans ce cadre et à la demande de ces commissions, aux enquêtes sur les organismes soumis à son contrôle ».

## Critiques
Régulièrement, la Cour des comptes appelle à élargir le champ des LFSS pour y incorporer notamment les régimes complémentaires de la Sécurité sociale. En effet, elles ne couvrent actuellement que les régimes de base alors que les régimes complémentaires présentent des risques substantiels pour les finances publiques. De même, elles pourraient englober les dépenses de l'assurance chômage qui ne relèvent pas stricto sensu de la Sécurité sociale mais de la protection sociale. Les LFSS pourraient alors être renommées en « lois de financement de la protection sociale ». Ces lois pourraient viser l'équilibre structurel des comptes sociaux.
En octobre 2019, un large front de syndicats appelle à la grève pour dénoncer le manque de moyens accordés dans le projet de loi de finance de la Sécurité sociale. Pour Pierre-Louis Bras, président du Conseil d'orientation des retraites, les hôpitaux publics et la qualité des soins ne pourront pas supporter sans dommage les objectifs budgétaires du gouvernement.